# Felicia dubia
Felicia dubia là một loài thực vật có hoa trong họ Cúc. Loài này được Cass. mô tả khoa học đầu tiên năm 1820.